# Эрлик
Эрлик (монг. Эрлэг, Эрлик Номун-хан; бур. Эрлиг хаан, Эрлен хаан; калм. Эрлик Номин-хан; тув. Эрлик Ловун-хан; хак. Ир ли к; чув. Йӗрӗх кирг. Эрлик Кан, также Ерлик-хан); Эр-Каан (алт. Эр-Каан)  — в мифологии монгольских народов и саяно-алтайских тюрок высший правитель и владыка царства мёртвых, верховный судья в загробном мире, владыка подземного мира, дьявол, демиург или первое живое существо, созданное демиургом.
Фигура Эрлика более универсальна, чем фигура Ульгеня, она широко распространена в верованиях почти всех тюрко-монгольских народов, как шаманистов, так и ламаистов. Имя Эрлик встречается уже в древнетюркских рунических памятниках. Предполагается, что это имя восходит к древнеуйгурскому представлению об Эрлик-кагане — владыке ада.

## Эрлик в мифологии алтайцев
По представлениям камов (шаманов), у Эрлик-хана чёрные, густые, кудрявые волосы (Жалбыр чачту пос Эрлик — Упрямый Эрлик с развевающимися волосами), спускающиеся на плечи, большие чёрные усы, которые он закладывает за уши, длинная до колен борода. Челюсти подобны кожемялке, рога подобны корню дерева. Одевается он в семь медвежьих шкур, спит на семи чёрных бобрах. Меч его сделан из зелёного железа, а чаша из человеческого черепа. Ездовым животным Эрлика является могучий чёрный бык, которого он погоняет вместо плётки луновидным топором.
Подземный мир Эрлика находится на западе и начинается с земной щели, которая является дверью в него. По некоторым представлениям этот мир состоит из девяти слоёв или ярусов, на которых живут сыновья Эрлика. Алтайцы почитают всех сыновей Эрлика, знают их имена и совершают им жертвоприношения родового характера. В нижнем мире тоже есть солнце и луна, но они светят тускло, поэтому там царит вечный полумрак. У входа в нижний мир есть чёрный пень, котёл с кипящей водой. Имеются там обширные болота, озеро, наполненное слезами людей, красное озеро, образовавшееся из крови убитых или случайно смертельно порезавшихся, а также самоубийц. Далее — бездонное чёрное озеро с мостом из одного конского волоса. За чёрным озером расположена область умерших предков. За местом обитания умерших предков в подземном мире живут дочери Темир-кана, первого сына Эрлика. Сам Темир-кан живёт здесь же в большой юрте, рядом с которой стоит коновязь.
Живёт Ерлик-хан во дворце из чёрной грязи или синего (чёрного) железа на берегу реки Тойбодым из людских слёз, через которую перекинут мост из одного конского волоса. Его стерегут чудовища — дьутпа. У дворца стоят караульные — слуги Эрлика (эльчи) с багром (кармак).
Эрлик по силе равновелик Ульгеню, он принимает не менее активное участие в творении мира, чем Кудай (Ульгень). В шаманских призывах к Эрлику обращаются как к отцу «адам Эрлик». От Эрлика люди получают бесценный дар — искусство проникновения в другие миры. Первый кам принял свой дар и бубен (тунур) от Эрлика.

## Эрлик в мифологии хакасов
Хакасы считали, что Эрлик-хан имеет отвратительную внешность. Расстояние между глазами — четверть (18 см), расстояние между ушей — сажень (2.13 м), голова величиной с круг дымового отверстия юрты, лоб величиной с дно казана. Он носит большую чёрную бороду длиной до поясницы. Ездит на чёрном аргамаке, держа в руках плеть в виде чёрной змеи.
Имя Эрлик-хана, как божества злой силы, встречается уже в кыргызских рунических надписях в форме Эрклиг, что значит «могучий». Хакасы иносказательно именовали его Чир Худайы, то есть «бог Земли», а шаманы его величают Адам хан — то есть «Великий Отец». В мифологии обитает на седьмом (в вариантах — девятом) слое («таме») подземного мира. Дворцом Эрлик-хана служит семиугольная медная юрта, стоящая в устье семи морей (в вариантах — девяти), на берегу Огненного и Отравленного морей («От Талайнанг Оо Талай»). Дуновение теплого легкого ветерка (тан) хакасы воспринимали как дыхание подземного божества Эрлик-хана. Он из подлости пытается навредить людям. Во время дуновения теплого ветра (тан) запрещалось дышать открытым ртом. Если его вдохнуть, то человека разобьет паралич. Поэтому паралич по-хакасски называется тан сапханы досл. «удар ветра». С какого бока обдует Эрлик-хан, та сторона и будет подвержена параличу.
Эрлик вместе с Кудаем участвовал в творении земли. Он опустился под воду и достал оттуда первоначальный ил, из которого Кудаем была сотворена земля. Однако он утаил остаток ила во рту, а затем изрыгнул его на ровную поверхность, созданную Ульгенем. В результате на земле появились неровности — горы, сопки и болота. По мнению Ульгеня, этим он испортил идеально гладкую поверхность земли.
Эрлик выпросил на время у Кудая луну и солнце и не хотел возвращать, тогда Кудай, схватив луну и солнце, быстро поднялся на землю и прибил их к синему небу.
Эрлик соблазнил едой собаку, сторожившую человека, созданного Ульгенем, проник к нему и вдохнул в него душу. При этом он испортил созданного Кудаем человека, отчего человек оброс шерстью, и Кудаю пришлось чистить и даже брить человека.
За это Ульгень свергнул Эрлика с небес на землю. Он послал своего батыра Мангдышире, который боролся с Эрликом и победил его. После сражения с Мангдышире, Эрлик стал просить хоть немного земли у Ульгеня, но тот отказал. Наконец, Эрлик попросил дать ему только столько земли, чтобы он мог воткнуть свой посох, на что Ульгень (Кудай) согласился. Эрлик воткнул свой посох в землю и оттуда выползли всякие гады, враждебные человеку, и заразные болезни. Тогда Ульгень сверг его под землю, а вместе с ним и его слуг, которые, стали тьеткерами, духами, причиняющими несчастья человеку на земле. Постоянными слугами Эрлика были кёрмёсы, души умерших людей и шаманов.
Эрлик создал зверей: медведя, барсука, крота, верблюда, свинью, корову. Создал батыров Керей-кана и Караша. Подстрекал первых людей к нарушению запрета Ульгеня (Кудая) есть плоды с дерева.
Эрлик постоянно состязался с Ульгенем. Самое известное состязание — из чьей чашки вырастет цветок, тот и станет творцом. Цветок вырос из чашки Эрлика, но Ульгень похитил цветок, подменив чашки.

## В художественной литературе
Эрлик упоминается в повести (поэме) «Каан-Кэрэдэ» (1926) советского фантаста Вивиана Итина, где даётся описание камлания Эрлику:
«Смотрите, вы видите здесь [на бубне шамана] крест — древний символ свастики — а имя Эрлика, Эрхе, может быть, переплетается с именем Христа. […] Эрлик и Ульген спорили, кому творить мир. Они поставили перед собой две чашки с молоком и зажмурились: в чьей чашке расцветет цветок, тому и творить. Хитрый Ульгень знал, что не одолеть могучего бога. Он приоткрыл глаза; из чашки Эрлика поднимался цветок с лепестками радужных лучей. Ульген схватил цветок и бросил в свою чашку… Земля, созданная Ульгенем, была плоской, точно киргизская степь. Мир этот был так скучен, что Эрлик не стерпел. Он создал Алтай и другие горы, диких зверей и гадов. Люди, самые беззащитные из всех живущих, стали жалкой добычей новых пришельцев. Тогда Эрлик вдунул в людей душу и наделил их мудростью. С тех пор человек носит в себе два враждебных начала: смертное тело принадлежит небожителю Ульгеню, бессмертная душа — Эрлику. Когда человек умирает, его душа возвращается, по праву творца, к Эрлику».
Так же упоминание Эрлика есть в композиции Вени Д’ркина «Безнадега».
Неоднократно упоминается монголами в турецком сериале "Основание: Осман"

## В изобразительном искусстве
Рисунок Григория Чорос-Гуркина «Боос Эрлик» (1935).

## В науке
Имя Эрлика использовано для наименования динозавра эрликозавра, найденного в Умнеговь.